# Colliano
Colliano (Cugliànë in campano) è un comune italiano di 3 375 abitanti della provincia di Salerno in Campania.

## Geografia fisica

### Territorio
Il paese si trova nell'alta valle del Sele dell'Appennino lucano a un'altitudine di 630 m s.l.m.; il suo territorio è esteso su una superficie di 55 km².

### Clima
Per la sua posizione geografica Colliano presenta inverni rigidi con possibili nevicate, maggiormente nei mesi di gennaio e febbraio.
La stagione estiva si presenta calda ma molto ventilata vista l'altitudine e durante il mese di agosto si superano, anche, i 30/35 °C.

## Storia
Le tracce più antiche della popolazione locale risalgono al I-III secolo d.C. Di questo periodo sono alcuni monumenti funebri, tombe, urne cinerarie e parti di edifici di culto.
In questi luoghi, durante il periodo greco/lucano, sporadicamente vi è stata la presenza dell'uomo; questo non si può dire per il periodo romano: infatti nelle zone Zaparone, S. Vittore, Agatella, San Priscolo, San Vito e Macchia, sono stati vari i ritrovamenti di ville romane e luoghi sacri (tombe, urne cinerarie, ceppi funerari) nonché di svariati cocci. 
È proprio in questo periodo, dalla gens romana Collia, che ha origine il nome di Colliano.
Ma con la caduta dell'Impero romano il territorio di Colliano subì sia la dominazione dei Goti nel 524 che quella dei Longobardi, e questi ultimi lo inclusero nel "gastaldo" di Conza del conte Orso.
Durante la dominazione longobarda gli abitanti di queste terre, per difendersi dai Saraceni, decisero di arroccarsi sul colle, dando vita alla (attuale) conformazione degli agglomerati di Colliano e Collianello, ancora più in alto, proprio alla sommità del colle dove venne costruito un borgo fortificato: una roccaforte a strapiombo con intorno altre case e vicoli. 
Con i Normanni, sotto il controllo di Roberto di Quaglietta, quella roccaforte nel 1140 fu ampliata, ma furono alzate anche mura di cinta, porte e bastioni per difendere tutto il territorio. Di questo sistema difensivo rimane solo la "porta dei Santi" situata nella parte meridionale, al di sotto del colle, in direzione di Palomonte, che ha subito nei secoli diversi cambiamenti fino a scomparire. Gli abitanti, con il passare del tempo, hanno modificato il nome in "porta Fontana" perché da lì si andava alla fontana pubblica, che era situata fuori dalle mura, precisamente nell'attuale piazza Ernesto Epifani. 
Colliano appartenne a vari personaggi e famiglie influenti: nel 1220 a Galino (milite normanno), nel 1230 ad Agnese e alla figlia Giovanna, che era anche signora di Senerchia, nel 1268 per un solo anno fu feudo di un certo Ugone e alla sua morte fu incorporato fra i beni del Re Carlo, che subito lo donò a Guido d'Alemagna (già signore di Laviano, Castelnuovo di Conza, Trentinara, Campagna e Buccino) e nel 1270 il feudatario di Colliano fu Giacomo di Bursone. Nel 1331 il territorio di Colliano venne diviso e Collianello fu donato a Tommaso da Porta. Nel 1426 Colliano diventò un possedimento di Luigi Gesualdo e nel 1448 feudo di Antonio Sanseverino, ma dopo dieci anni ritornò ad essere della famiglia Gesualdo (e precisamente di Sansone). Un violento terremoto del 1466 distrusse tutti i paesi dell'alta valle del Sele, quindi anche Colliano. I Gesualdo restarono feudatari di Colliano fino al 1477, quando il paese passò nelle mani di Amelio; ma con il Vicereame Colliano ritornò ad essere della famiglia Gesualdo.
Dal 1811 al 1860 ha fatto parte del circondario di Laviano, appartenente al Distretto di Campagna del Regno delle Due Sicilie, e dal 1860 al 1927, durante il Regno d'Italia, ha fatto parte del mandamento di Laviano, appartenente al Circondario di Campagna.

### Simboli
Lo stemma comunale è stato riconosciuto con DCG del 28 gennaio 1935 e poi concesso assieme al gonfalone con DPR del 24 settembre 2010.
Il gonfalone è un drappo di rosso.

## Monumenti e luoghi d'interesse
Sono numerosi i reperti del patrimonio storico-artistico di Colliano, che testimoniano l'esistenza di agglomerati urbani sparsi per il territorio fin dall'epoca della pacificazione romana dopo le guerre con Annibale.
Molti monumenti funebri situati in un giardino all'inizio del viale Terlizzi, databili dal I al III secolo d.C., recano iscrizioni parzialmente decifrabili; tali monumenti furono identificati, con un irrilevante margine di approssimazione, per la provenienza e l'appartenenza.
In località Macchia fu rinvenuta un'urna cineraria del I secolo d.C. costituita da un pezzo calcareo bianco-avorio monolitico, sormontato da un coperchio dello stesso materiale, contornata da numerosi piccoli vasi, andati distrutti. Due capitelli dorici in travertino locale, provenienti sempre dalla località Macchia, parrebbero riferibili a uno o più edifici sacri o ad una villa rustica romana di epoca imperiale.
Un grosso vaso d'argilla, un dolio del III secolo d.C. usato per la conservazione di derrate alimentari, fu rinvenuto casualmente in contrada Zaparone. Nella stessa zona sono venute alla luce consistenti strutture murarie e qualche tomba, che hanno confermato la presenza sia degli scarsi resti di una villa imperiale che di abbondanti testimonianze dell'ex abbazia di San Lorenzo, che vi si sovrappose tra l'VIII e l'XI secolo e cessò la sua attività nel Duecento.

### Architetture religiose
- Chiesa Madre dei Santi Pietro e Paolo, risalente al Duecento e ricostruita nel XVIII secolo (poco rimane dell’impianto originario del XIII secolo). La chiesa, completamente restaurata e riaperta al culto nel 2000 dopo il terremoto del 1980, è di stile barocco e ha una pianta a croce latina a tre navate, a cui si accede da nord tramite tre ingressi lapidei. I tre portali presentano sulle sommità gli affreschi del Cuore di Gesù sul maggiore e, rispettivamente, i santi tutelari Pietro e Paolo su quelli minori. La parte superiore dell'edificio, il timpano, è sostenuta da volute recanti obelischi e due leoni in pietra posizionati sulle cuspidi della facciata, che si innalza sul sagrato e su Largo mons. Benedetto Agosto. All'interno di essa è custodita, tra le altre, la statua del santo patrono Papa Leone IX. Sita nel centro storico di Colliano.
- Chiesa Santa Maria del Borgo: la datazione della chiesa non è certa, probabilmente risale all'XI o XII secolo. All'interno sono conservati, nell'abside e sulle pareti laterali, affreschi del Settecento-Ottocento. In essa sono presenti quattro altari, uno maggiore e tre laterali, in pietra locale. Sita nel Centro storico di Colliano.
- Chiesa San Martino di Tours: la chiesa, costruita nel borgo di Collianello e dedicata a San Martino di Tours tra il XV e il XVI secolo, fu innalzata sui resti di una struttura del IV secolo d.C. Con la peste del 1656 e lo spopolamento che ne seguì, la chiesa rischiò la rovina, ma fu restaurata nel 1762 e proclamata vice-parrocchia della chiesa madre. In essa è presente un affresco parietale raffigurante il santo, due altari e un'acquasantiera in pietra locale.
- Cappella Madonna del Soccorso: la cappella, posta nel perimetro del castello normanno nel borgo di Collianello, risale probabilmente al XV secolo, e vi si accede da un portale in pietra. In essa è presente un altare maggiore in pietra locale. Al di sotto della cappella è posto un affresco della Madonna, a cui essa è dedicata. Di fianco alla chiesa è presente un campanile a vela che si staglia sulla toppa rocciosa ed è visibile da tutta la valle. La cappella non è aperta al culto.
- Cappella San Pasquale, la cappella, sita nel centro storico, è addossata alla facciata del Palazzo Meo-Colombo. Di essa si conserva soltanto l'altare maggiore.
- Complesso dell'Abbazia dell'Annunziata: sita in località Bisigliano, l'abbazia alto-medievale venne costruita in età longobarda su ciò che rimaneva di una villa romana di un dominus locale; dal 2009 è stata riaperta al pubblico. Essa consta di un'unica navata, in cui, oltre all'altare, sono presenti anche i resti dell'antica statua di Maria Santissima Annunziata, danneggiata da un incendio, e la nuova statua della Vergine. Sul portone d'ingresso della cappella, in una nicchia, è conservato un antico mosaico raffigurante la visita dell'arcangelo Gabriele a Maria. Fanno parte del complesso monumentale anche il perimetro in pietra locale del frutteto della villa romana e, attigui, dei ruderi della precedente basilica di età paleocristiana.

### Architetture civili e militari
- Il castello normanno, sito nel borgo di Collianello, risale all'XI secolo, e sono ancora visibili le basi dei suoi due bastioni laterali a nord e le mura perimetrali. Nel 1973, insieme alla cappella della Madonna del Soccorso, l'ampia corte di esso venne completamente restaurata e venne posta una lapide commemorativa.[9]
- Palazzo Borriello, sito in piazza Epifani, nella parte denominata "Chiazzillo".
- Palazzo Strollo, sito all'inizio di Corso Umberto I (lato dx), centro storico di Colliano. Nel punto in cui nell’antica configurazione del palazzo vi era la corte interna privata (ora vicolo Fontana, che conduce alla Costa) con il portone d’ingresso lungo Corso Umberto I, oggi è ancora visibile l’originale pavimento ligneo del sopportico sorretto da due archi a tutto sesto e realizzato con travi in legno montate a orditura composta, dalle quali pende un lampadario in ferro battuto di fattura locale.
- Palazzo Terlizzi-Gaudiosi, sito all'inizio di Corso Umberto I (lato sx), centro storico di Colliano.
- Palazzo Cardone, sito nel centro storico di Colliano.
- Palazzo Augusto, sito nel centro storico di Colliano.
- Palazzo Sibilla, sede della "Biblioteca Comunale Dott. Amato Grisi", sito nel centro storico di Colliano.
- Palazzo Meo-Colombo, sulla cui facciata è visibile l'altare della Cappella San Pasquale, sito di fronte alla Biblioteca Comunale, centro storico di Colliano.
- Palazzo De Vecchis, sito nei pressi della Chiesa Madre, visibile da Corso Umberto I, il cui ingresso è posto nel vicolo denominato via Roma, che collega la Costa a Collianello.
- Cippi romani: in un giardino di viale Terlizzi - che funge da piccolo museo all'aperto - sono posti alcuni cippi funerari del III secolo d.C. e una croce litica rinvenuti in località San Vittore.
- Tempio di San Vittore: in località San Vittore, al di sopra di un ampio spiazzo che funge da piazza della frazione ricavato nel 2007 nel pendio di una piccola collina, sono visibili i resti di una basilica paleocristiana risalente al VII-VIII secolo d.C., che ingloba un piccolo mausoleo databile probabilmente al I-II secolo d.C.
- Belvedere di Colliano: è sito di fianco alla Costa, domina tutto l'abitato e grazie alla sua posizione da esso si può godere anche della vista sul mare di Salerno.
- Piazza dell'Emigrante: accoglie una statua bronzea che rappresenta un emigrante e conclude il centro storico di Colliano (località Portella).
- Antico arco in pietra locale, sito all'inizio del borgo di Collianello.
- Antico mulino ad acqua, nei pressi di un vallone sito nella località Pistelli, tra Colliano e Valva.
- Fontana di San Remo, sita nel viale Luigi Cardone.
- Monumento ai caduti delle guerre e monumento alle vittime del sisma del 23 Novembre 1980, siti in un parco al centro del viale Terlizzi.

### Aree naturali

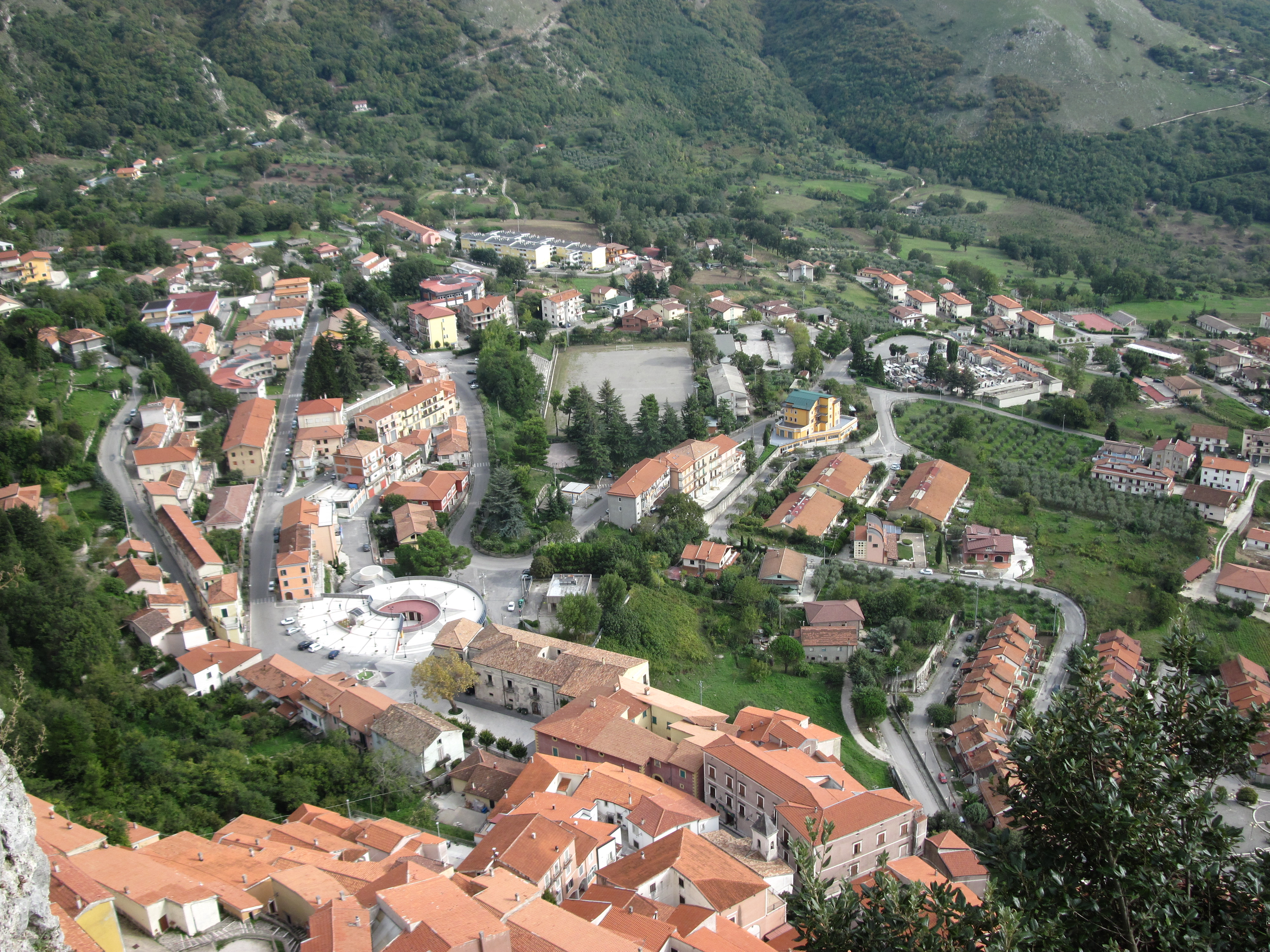
Il centro abitato di Colliano visto dal Castello Normanno di Collianello

- Riserva naturale Monti Eremita e Marzano,
- Riserva naturale Foce Sele-Tanagro

### Altro
All'interno del "sentiero del brigante", nelle vicinanze dell'area attrezzata di Piano di Pecora, è presente la grotta naturale "Ciampa del diavolo", visitabile dal 2010, che si crede sia stata utilizzata come rifugio da Giacomo (o Iacovo) Parra, natio di Colliano, capo di una banda di briganti legata a Carmine Crocco.

## Società

### Evoluzione demografica
Abitanti censiti

### Religione
Il comune, per la religione cattolica, appartiene alla forania Campagna-Colliano dell'arcidiocesi di Salerno-Campagna-Acerno, con l'unica parrocchia esistente intitolata ai Santi Apostoli Pietro e Paolo, che ha sede nel centro storico.

## Cultura

### Istruzione
Nel comune è attivo un istituto comprensivo, una scuola secondaria di secondo grado  e due scuole primarie. Inoltre dal 2016 è attiva la biblioteca comunale "Dott. Amato Grisi", allestita nelle sale di palazzo Sibilla.

## Geografia antropica

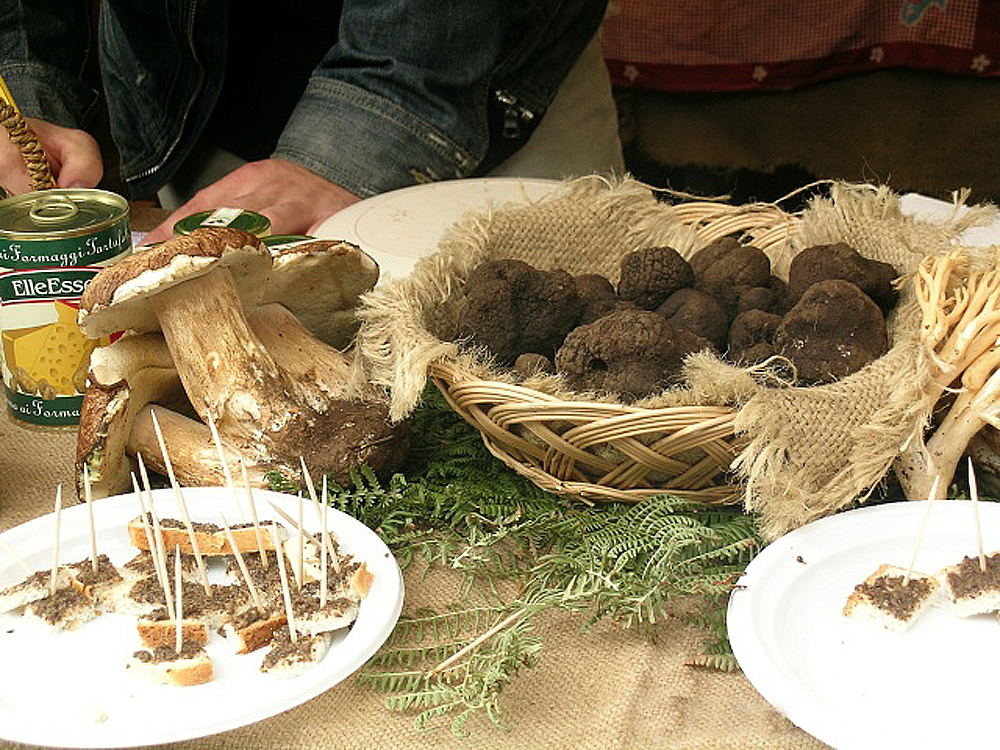
I tartufi e i funghi di Colliano

### Frazioni
In base al 14º Censimento Generale della Popolazione e delle Abitazioni, le località abitate sono:
- Bagni, 293 abitanti, 150 m s.l.m., abitato contiguo alla loc. Ponte Oliveto del comune di Oliveto Citra, situato alla confluenza di tre strade provinciali: la SP 9, la SP 429 e la SP 268
- Bisigliano, 42 abitanti, 228 m s.l.m.
- Macchia Grande, 285 abitanti, 200 m s.l.m.
- Macchia Piccola, 31 abitanti, 179 m s.l.m.
- San Vittore, 165 abitanti, 451 m s.l.m., abitato situato lungo la SP 270
- Sasso, 82 abitanti, 540 m s.l.m., abitato situato lungo la SP 218

Le località non sopra citate (ovvero Collianello, Salitto e San Leonardo) vengono censite come parte dell'abitato di Colliano.

## Economia
Nel territorio, nella fase post-sismica successiva al terremoto del 23 novembre 1980, sono nate numerose attività commerciali, industriali (nell'area PIP) e ricettive che sostentano, in parte, l'economia del paese.
L'economia cittadina è anche adiuvata dall'agricoltura e dall'allevamento di ovini, bovini, suini, caprini ed equini, che pascolano nelle montagne e campagne del territorio.
Dal 1982 si è sviluppata la raccolta del tartufo (tuber mesentericum) e dal 1984 è stata impiantata la prima tartufaia artificiale. Con la presenza del tartufo nero, nel territorio collianese l'economia ha subito un incremento grazie alle molte attività commerciali e ricettive che dispongono di tartufi e derivati. Colliano fa parte dell'associazione nazionale città del tartufo.

## Amministrazione

### Sindaci
Cronotassi dei Sindaci dal 1994, secondo i dati del Ministero dell'Interno:
| Periodo        | Periodo        | Primo cittadino    | Partito                         | Carica                  | Note             |
| -------------- | -------------- | ------------------ | ------------------------------- | ----------------------- | ---------------- |
| 12 giugno 1994 | 26 maggio 2002 | Mario Fasano       | lista civica Campana            | Sindaco                 | Percentuale: 54% |
| 27 maggio 2002 | 27 maggio 2007 | Antonio Tartaglia  | lista civica Campana            | Sindaco                 | Percentuale: 44% |
| 28 maggio 2007 | 6 maggio 2012  | Antonetta Lettieri | lista civica Uniti per Colliano | Sindaca                 | Percentuale: 51% |
| 7 maggio 2012  | 3 ottobre 2016 | Antonetta Lettieri | lista civica Uniti per Colliano | Sindaca                 | Percentuale: 60% |
| 3 ottobre 2016 | 12 giugno 2017 | Maria Lucia Trezza | -                               | commissario prefettizio |                  |
| 12 giugno 2017 | 12 giugno 2022 | Adriano Goffredo   | lista civica La Spiga di Grano  | Sindaco                 |                  |
| 13 giugno 2022 | in carica      | Gerardo Strollo    | lista civica La Spiga di Grano  | Sindaco                 |                  |

Il comune fa parte della Comunità montana Tanagro - Alto e Medio Sele e del GAL I Sentieri del Buon Vivere, con sede nell' "Incubatore d'Imprese di Colliano", sito in località Isca.
Le competenze in materia di difesa del suolo sono delegate all'Autorità di bacino interregionale del fiume Sele.

## Infrastrutture e trasporti

### Strade
- Strada statale 691 Contursi-Lioni: Uscita Colliano;
- Strada Provinciale 9/b Cimitero di Oliveto Citra-Ponte Oliveto-Valva-Ponte Temete I;
- Strada Provinciale 32 Ponte Maiale-Colliano-Valva;
- Strada Provinciale 218 Colliano-Collianello;
- Strada Provinciale 268/a Ponte Oliveto-Lago di Palomonte (loc. Pianelle);
- Strada Provinciale 270 S. Leonardo-Lago di Palomonte;
- Strada Provinciale 429 Innesto SS 91-Contursi-Bagni di Contursi-confine provincia di Avellino (SR 91).

### Mobilità urbana
La mobilità è affidata per i trasporti urbani a società locali private e per trasporti extraurbani alla società SITA Sud e altre.

## Sport

### Calcio
- Campo regolamentare di calcio[19], sito al Viale L. Cardone;
- Campo di calcio "San Vittore"[19], sito nell'omonima frazione;

### Calcio a 5
- Campo di calcio a 5, sito in contrada Serra;
- Campo di calcio a 5, sito al Viale L. Cardone;

### Tennis
- Campo di tennis, sito in contrada Serra;

### Pallavolo/pallamano
- Campo di pallavolo/pallamano, sito in contrada Serra;

### Impianti polifunzionali
- Palazzetto dello Sport "San Nicola" con area attrezzata, sito in località Collianello;
- Impianto di Tiro al Piattello con area attrezzata, sito in località Falotico;
- Bocciodromo comunale (2 campi regolamentari), sito in contrada Serra;
- Bocciodromo comunale, parco giochi e area attrezzata, sito in località Collianello;
- Bocciodromo comunale (2 campi regolamentari), campo da golf, parco giochi e area attrezzata, sito in località Lenza-Bisigliano;

### Altro
- "Sentiero del Brigante" utilizzato per trekking e competizioni bici/moto cross, sito in località Collianello;